# Odd Martinsen
Pour les articles homonymes, voir Martinsen.
Odd-Willy Martinsen, né le 20 décembre 1942 à Nittedal, est un fondeur norvégien.

## Biographie
Il est licencié au club Nittedal IL et est réputé pour son finish.
Ses premiers podiums interviennent en 1966, où il devient champion de Norvège du quinze kilomètres, discipline où il est médaillé de bronze des Championnats du monde à Oslo cet hiver. Il y décroche aussi son seul titre de champion du monde de relais. En 1967, il est troisième du cinquante kilomètres à Holmenkollen.
Aux Jeux olympiques d'hiver de 1968 à Grenoble, il devient champion sur le relais et prend la médaille d'argent au trente kilomètres derrière Franco Nones. Après sa victoire au Festival de ski d'Holmenkollen en 1969, sur le quinze kilomètres, il remporte deux médailles aux Championnats du monde 1970 à Vysoke Tatry : l'argent au quinze kilomètres et le bronze au trente kilomètres. Il est médaillé de bronze en relais aux Championnats du monde 1974.
Il dispute ses deuxièmes et ultimes Jeux olympiques en 1976, gagnant la médaille d'argent au relais.
Il dispute sa dernière saison internationale en 1978.
Il est le père de la fondeuse Bente Skari, qui reçoit comme lui la Médaille Holmenkollen.
Après sa carrière sportive, il crée une entreprise de ski appelée Finor As. Il est aussi un officiel des compétitions internationales de ski de fond et dirige le comité ski de fond à la Fédération internationale de ski entre 1986 et 2002.

## Palmarès

### Jeux olympiques
| Épreuve / Édition | Grenoble 1968 | Innsbruck 1976 |
| 15 km             | 8e            | 8e             |
| 30 km             | Argent        | 9e             |
| 50 km             | 18e           |                |
| 4 × 10 km         | Or            | Argent         |

### Championnats du monde
| Épreuve / Édition | Oslo 1966 | Vysoke Tatry 1970 | Falun 1974 | Lahti 1978 |
| 15 km             | Bronze    | Argent            | 33e        | 27e        |
| 30 km             |           | Bronze            |            |            |
| 4 × 10 km         | Or        | 4e                | Bronze     |            |